# ماير روزين
ماير روزين (بالإنجليزية: Meyer Rosen)‏ هو محامي وسياسي أمريكي، ولد في 17 نوفمبر 1919 في جورجتاون في الولايات المتحدة، وتوفي في 25 أغسطس 2018. انتخب عضو مجلس نواب كارولاينا الجنوبية.